# Sunsky (huyện)
Huyện Sunsky (tiếng Nga: ? райо́н) là một huyện hành chính tự quản (raion), của Tỉnh Kirov, Nga. Huyện có diện tích 1278 km², dân số thời điểm ngày 1 tháng 1 năm 2000 là 9600 người. Trung tâm của huyện đóng ở Suna.